# ライアン・ルイス
ライアン・ルイス（Ryan Lewis, 1988年3月25日 - ）は、アメリカ合衆国ワシントン州シアトル出身の音楽プロデューサー、DJである。
ラッパーのマックルモアーとタッグを組んだアルバム『The Heist』が全米初登場2位を記録し、注目を浴びる。代表的な楽曲は、シングルチャートにて首位を記録した「"Thrift Shop"」で、2013年1月時点で200万ダウンロードを記録した。
2012年に発表した楽曲「セイム・ラヴ」はゲイ・アンセムとして人気を集め、2014年の第56回グラミー賞では、最多に並ぶ4部門(最優秀新人賞、ラップ楽曲賞、ラップ・アルバム賞、ラップ・パフォーマンス賞)を受賞、マドンナらとともに「セイム・ラヴ」を披露した。